# 宮城県住宅供給公社
宮城県住宅供給公社（みやぎけんじゅうたくきょうきゅうこうしゃ）は、宮城県の地方住宅供給公社である。

## 概要
1966年、地方住宅供給公社法に基づき宮城県及び9市の出資により宮城県住宅供給公社に組織変更。
分譲住宅事業及び宅地分譲事業等を行ってきたが、公社の経営は景気や地価の上昇に依存する体質で、バブル経済の崩壊によりそれまでに保有していた土地の値下がりにより、多額の含み損を抱えることになった。債務超過となった公社は自力での再建をあきらめ2012年4月に特定調停を申し立て、2012年10月に成立した。
これまでに県内各地に20以上の住宅団地を開発し、一万数千戸の住宅を供給するなど一定の役割を果たしており、現在は小規模な分譲住宅事業や宅地分譲事業を行うほか賃貸住宅の管理を中心に行っている。

## 特定調停の申し立て
約122億円の借入金を抱え債務超過に陥っていた公社は、4つの金融機関に債権の一部放棄を求める特定調停を2012年4月13日、仙台地裁に申し立てた。公社の宅地分譲事業に係る金融機関からの借入金については、宮城県と金融機関との間で、損失補填契約を締結していたことから、約6割の債権放棄する民間金融機関は宮城県から債権放棄額の損失補填を受け、利息債権の一部を放棄する調停案となり、2012年10月23日調停は成立した。

## 沿革
- 1966年、 地方住宅供給公社法に基づき「宮城県住宅供給公社」に組織変更
- 2012年4月13日、特定調停の申立
- 2012年10月23日、特定調停の成立

## 開発した主な団地
- 黒松団地（仙台市泉区） [2]
- 将監団地（仙台市泉区）
- 名取ニュータウン（名取市）
- 加茂団地（仙台市泉区）
- 松陵ニュータウン（仙台市泉区）
- 菅谷ニュータウン（宮城郡利府町）
- 愛島東部ニュータウン・愛の杜（名取市）
- ときわ台（黒川郡大衡村）
- ゆとり～と小牛田（遠田郡美里町）